# Pinas
Pinas est une commune française située dans l'est du département des Hautes-Pyrénées, en région Occitanie.
Sur le plan historique et culturel, la commune est dans la région gasconne de Magnoac, située sur le plateau de Lannemezan, qui reprend une partie de l’ancien Nébouzan, qui possédait plusieurs enclaves au cœur de la province de Comminges et a évolué dans ses frontières jusqu’à plus ou moins disparaitre. Exposée à un climat de montagne, elle est drainée par l'Arrats, la Save et par divers autres petits cours d'eau. La commune possède un patrimoine naturel remarquable composé d'une zone naturelle d'intérêt écologique, faunistique et floristique.
Pinas est une commune rurale qui compte 445 habitants en 2022. Elle fait partie de l'aire d'attraction de Lannemezan. Ses habitants sont appelés les Pinassais ou  Pinassaises.

## Géographie

### Localisation
La commune de Pinas se trouve dans le département des Hautes-Pyrénées, en région Occitanie.
Elle se situe à 32 km à vol d'oiseau de Tarbes, préfecture du département, à 24 km de Bagnères-de-Bigorre, sous-préfecture, et à 4 km de Lannemezan, bureau centralisateur du canton de la Vallée de la Barousse dont dépend la commune depuis 2015 pour les élections départementales.
La commune fait en outre partie du bassin de vie de Lannemezan.
Les communes les plus proches sont : 
Cantaous (1,5 km), Uglas (2,9 km), Tuzaguet (4,3 km), Lannemezan (4,3 km), Escala (4,4 km), Réjaumont (5,0 km), Bizous (5,2 km), Clarens (5,6 km).
Sur le plan historique et culturel, Pinas fait partie de la région gasconne de Magnoac, située sur le plateau de Lannemezan, qui reprend une partie de l’ancien Nébouzan, qui possédait plusieurs enclaves au cœur de la province de Comminges et a évolué dans ses frontières jusqu’à plus ou moins disparaitre.

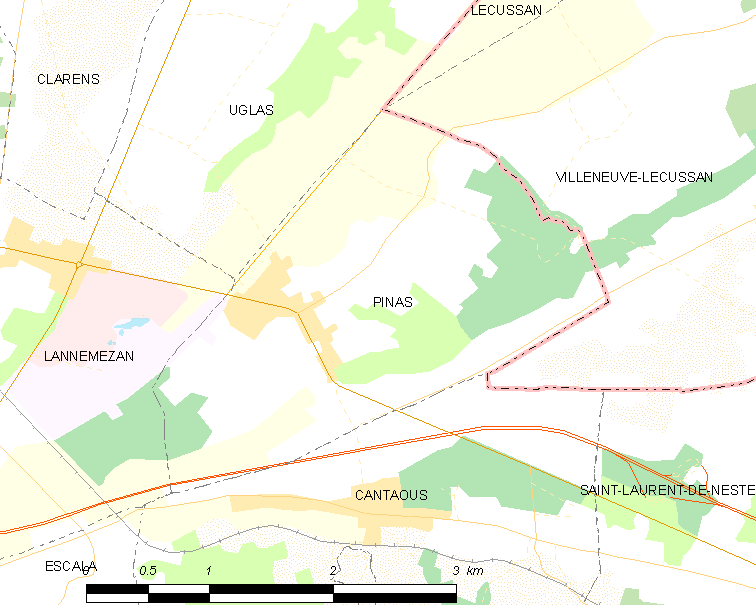
Carte de la commune de Pinas et des proches communes.

| Uglas      | Lécussan (Haute-Garonne) (sur 50 m) |                                     |
| Lannemezan | Pinas                               | Villeneuve-Lécussan (Haute-Garonne) |
|            | Cantaous                            |                                     |

### Hydrographie
La commune est dans le bassin versant de la Garonne, au sein du bassin hydrographique Adour-Garonne. Elle est drainée par l'Arrats, la Save, le ruisseau de la Conté et par deux petits cours d'eau, constituant un réseau hydrographique de 10 km de longueur totale,.
L'Arrats, d'une longueur totale de 162,1 km, prend sa source dans la commune de Lannemezan et s'écoule vers le nord. Il traverse la commune et se jette dans la Garonne à Saint-Loup, après avoir traversé 66 communes.
La Save, d'une longueur totale de 143,4 km, prend sa source dans la commune de Lannemezan et s'écoule vers le nord-est. Il traverse la commune et se jette dans la Garonne à Grenade, après avoir traversé 46 communes.

### Climat
Le climat est tempéré de type océanique, en raison de l'influence proche de l'océan Atlantique situé à peu près 150 km plus à l'ouest. La proximité des Pyrénées fait que la commune profite d'un effet de foehn, il peut aussi y neiger en hiver, même si cela reste inhabituel.
| Mois                              | jan.  | fév.  | mars  | avril | mai   | juin  | jui.  | août  | sep.  | oct.  | nov.  | déc.  | année   |
| --------------------------------- | ----- | ----- | ----- | ----- | ----- | ----- | ----- | ----- | ----- | ----- | ----- | ----- | ------- |
| Température minimale moyenne (°C) | 1     | 2     | 4     | 6     | 9     | 13    | 15    | 15    | 12    | 9     | 4     | 2     | 7,7     |
| Température moyenne (°C)          | 5,2   | 5,6   | 8,4   | 10,1  | 13,8  | 17,8  | 18,6  | 18,8  | 16,4  | 13,5  | 7,5   | 5,5   | 11,8    |
| Température maximale moyenne (°C) | 10    | 11    | 14    | 15    | 19    | 22    | 25    | 25    | 23    | 19    | 14    | 11    | 17,3    |
| Ensoleillement (h)                | 108,8 | 118,8 | 155,6 | 157,2 | 181,3 | 191,5 | 215,5 | 196,4 | 194,5 | 164,4 | 124,4 | 104,4 | 1 912,8 |
| Précipitations (mm)               | 98,6  | 63,3  | 99    | 108,2 | 137   | 87,1  | 72,6  | 70,5  | 69,5  | 81,9  | 101,4 | 97,4  | 1 086   |

### Milieux naturels et biodiversité

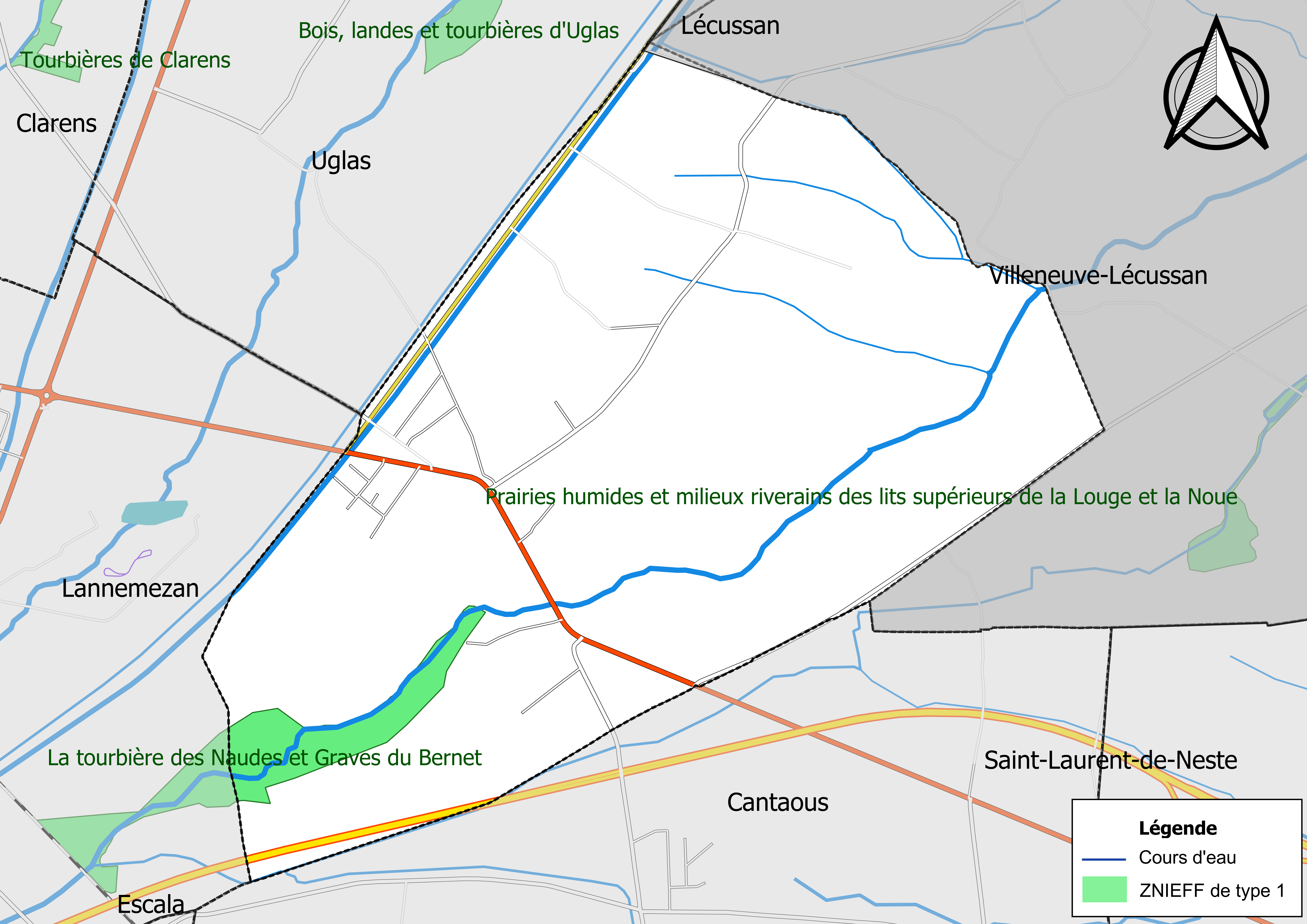
Carte de la ZNIEFF de type 1 localisée sur la commune.

L’inventaire des zones naturelles d'intérêt écologique, faunistique et floristique (ZNIEFF) a pour objectif de réaliser une couverture des zones les plus intéressantes sur le plan écologique, essentiellement dans la perspective d’améliorer la connaissance du patrimoine naturel national et de fournir aux différents décideurs un outil d’aide à la prise en compte de l’environnement dans l’aménagement du territoire.
Une ZNIEFF de type 1 est recensée sur la commune :
« la tourbière des Naudes et Graves du Bernet » (30 ha), couvrant 2 communes du département.

## Urbanisme

### Typologie
Au 1er janvier 2024, Pinas est catégorisée commune rurale à habitat dispersé, selon la nouvelle grille communale de densité à sept niveaux définie par l'Insee en 2022.
Elle est située hors unité urbaine. Par ailleurs la commune fait partie de l'aire d'attraction de Lannemezan, dont elle est une commune de la couronne,. Cette aire, qui regroupe 65 communes, est catégorisée dans les aires de moins de 50 000 habitants,.

### Occupation des sols
L'occupation des sols de la commune, telle qu'elle ressort de la base de données européenne d’occupation biophysique des sols Corine Land Cover (CLC), est marquée par l'importance des territoires agricoles (70,9 % en 2018), une proportion identique à celle de 1990 (70,9 %). La répartition détaillée en 2018 est la suivante : 
zones agricoles hétérogènes (45,9 %), forêts (22,9 %), terres arables (20,4 %), zones urbanisées (5,7 %), prairies (4,6 %), espaces verts artificialisés, non agricoles (0,5 %).
L'IGN met par ailleurs à disposition un outil en ligne permettant de comparer l’évolution dans le temps de l’occupation des sols de la commune (ou de territoires à des échelles différentes). Plusieurs époques sont accessibles sous forme de cartes ou photos aériennes : la carte de Cassini (XVIIIe siècle), la carte d'état-major (1820-1866) et la période actuelle (1950 à aujourd'hui).

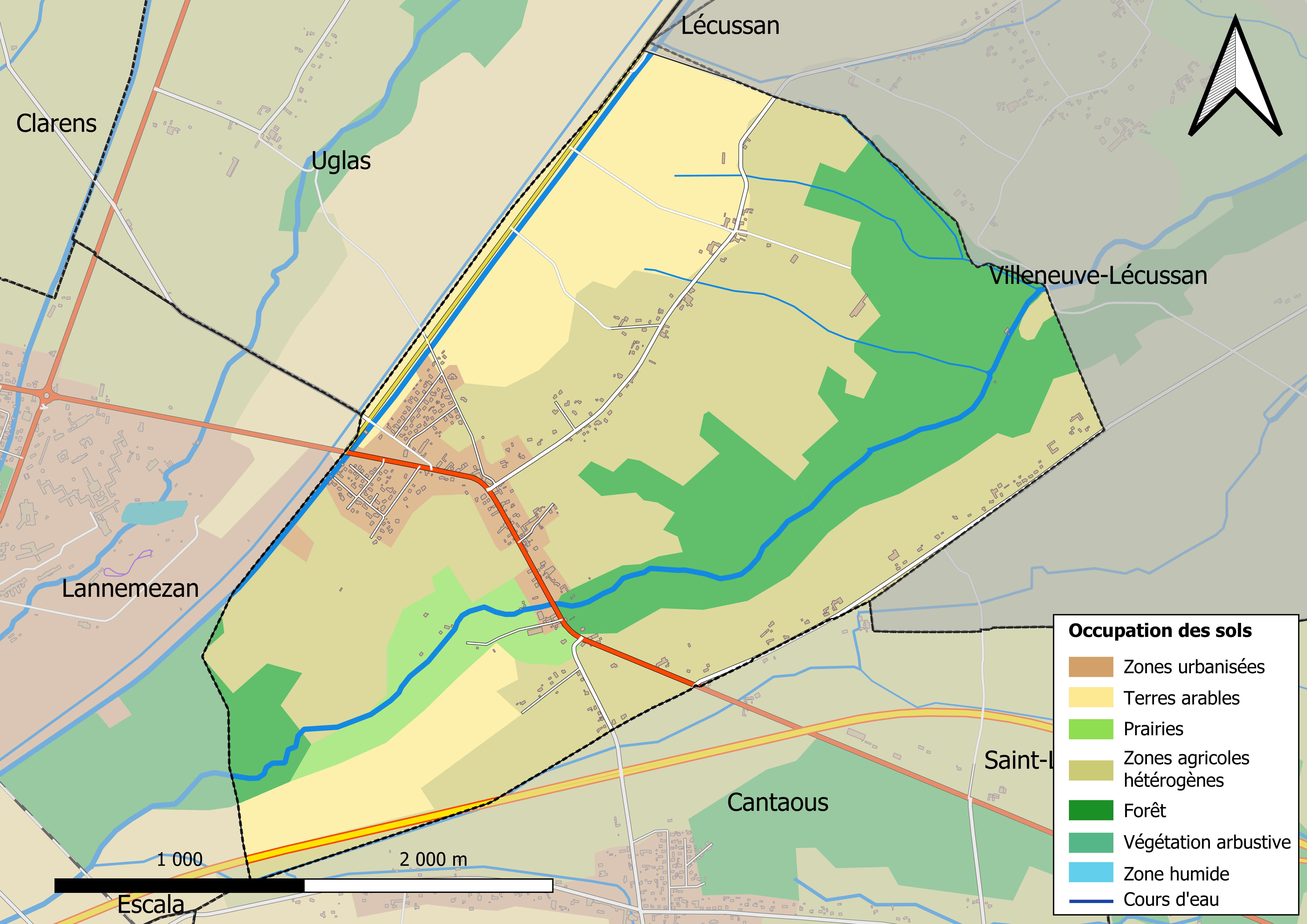
Carte des infrastructures et de l'occupation des sols en 2018 (CLC) de la commune.
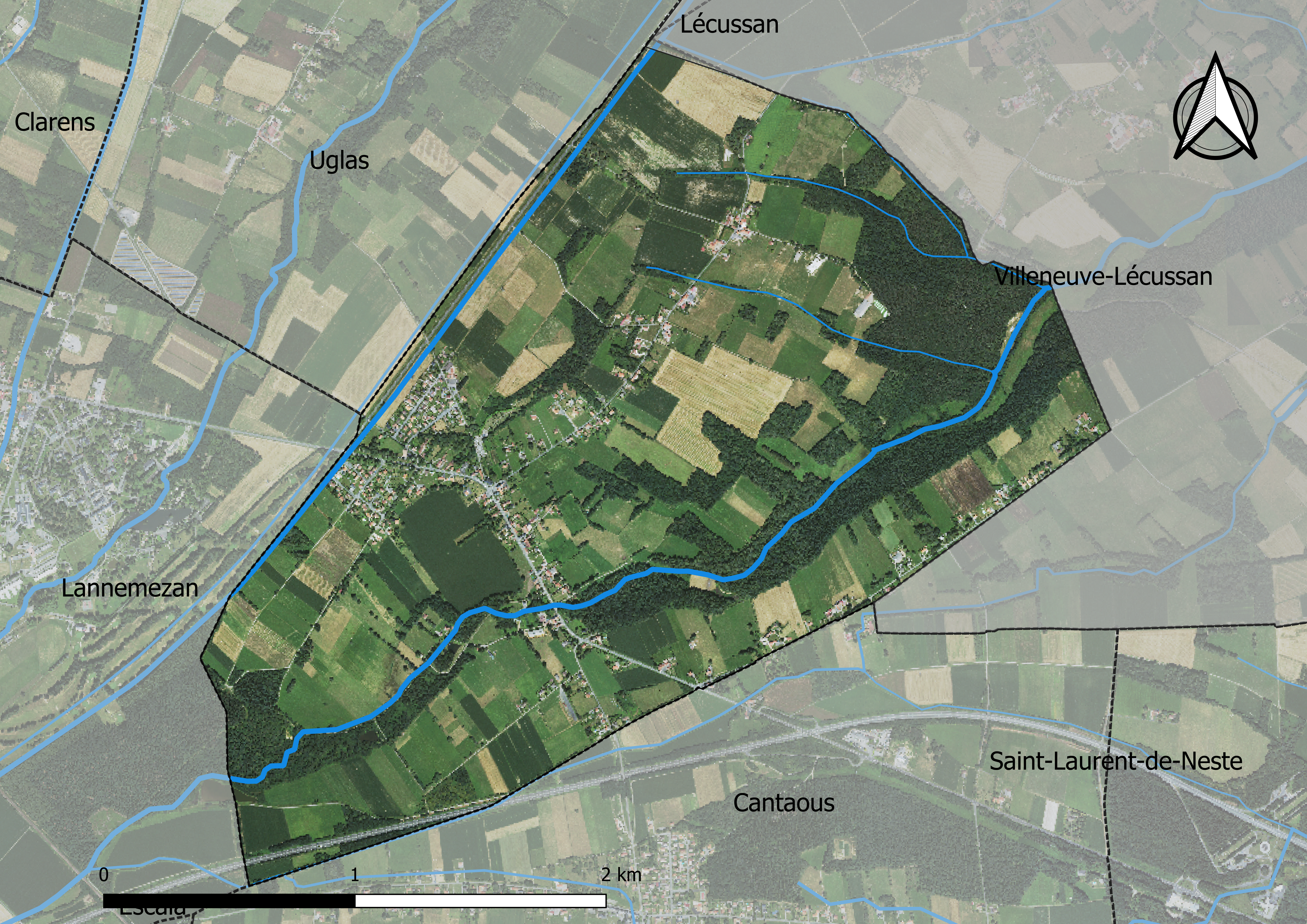
Carte orthophotogrammétrique de la commune.

### Logement
En 2012, le nombre total de logements dans la commune est de 238.

Parmi ces logements, 89,1 % sont des résidences principales, 6,3 % des résidences secondaires et 4,6 % des logements vacants.

### Voies de communication et transports
Cette commune est desservie par la route départementale D 817.

### Risques majeurs
Le territoire de la commune de Pinas est vulnérable à différents aléas naturels : météorologiques (tempête, orage, neige, grand froid, canicule ou sécheresse), inondations, mouvements de terrains et séisme (sismicité modérée). Il est également exposé à un risque technologique,  le transport de matières dangereuses. Un site publié par le BRGM permet d'évaluer simplement et rapidement les risques d'un bien localisé soit par son adresse soit par le numéro de sa parcelle.

#### Risques naturels
Certaines parties du territoire communal sont susceptibles d’être affectées par le risque d’inondation par débordement de cours d'eau, notamment l'Arrats et la Save. La cartographie des zones inondables en ex-Midi-Pyrénées réalisée dans le cadre du XIe Contrat de plan État-région, visant à informer les citoyens et les décideurs sur le risque d’inondation, est accessible sur le site de la DREAL Occitanie. La commune a été reconnue en état de catastrophe naturelle au titre des dommages causés par les inondations et coulées de boue survenues en 1982, 1999, 2006 et 2009,.
Pinas est exposée au risque de feu de forêt. Un plan départemental de protection des forêts contre les incendies a été approuvé par arrêté préfectoral le 21 avril 2020 pour la période 2020-2029. Le précédent couvrait la période 2007-2017. L’emploi du feu est régi par deux types de réglementations. D’abord le code forestier et l’arrêté préfectoral du 27 octobre 2014, qui réglementent l’emploi du feu à moins de 200 m des espaces naturels combustibles sur l’ensemble du département. Ensuite celle établie dans le cadre de la lutte contre la pollution de l’air, qui interdit le brûlage des déchets verts des particuliers. L’écobuage est quant à lui réglementé dans le cadre de commissions locales d’écobuage (CLE)

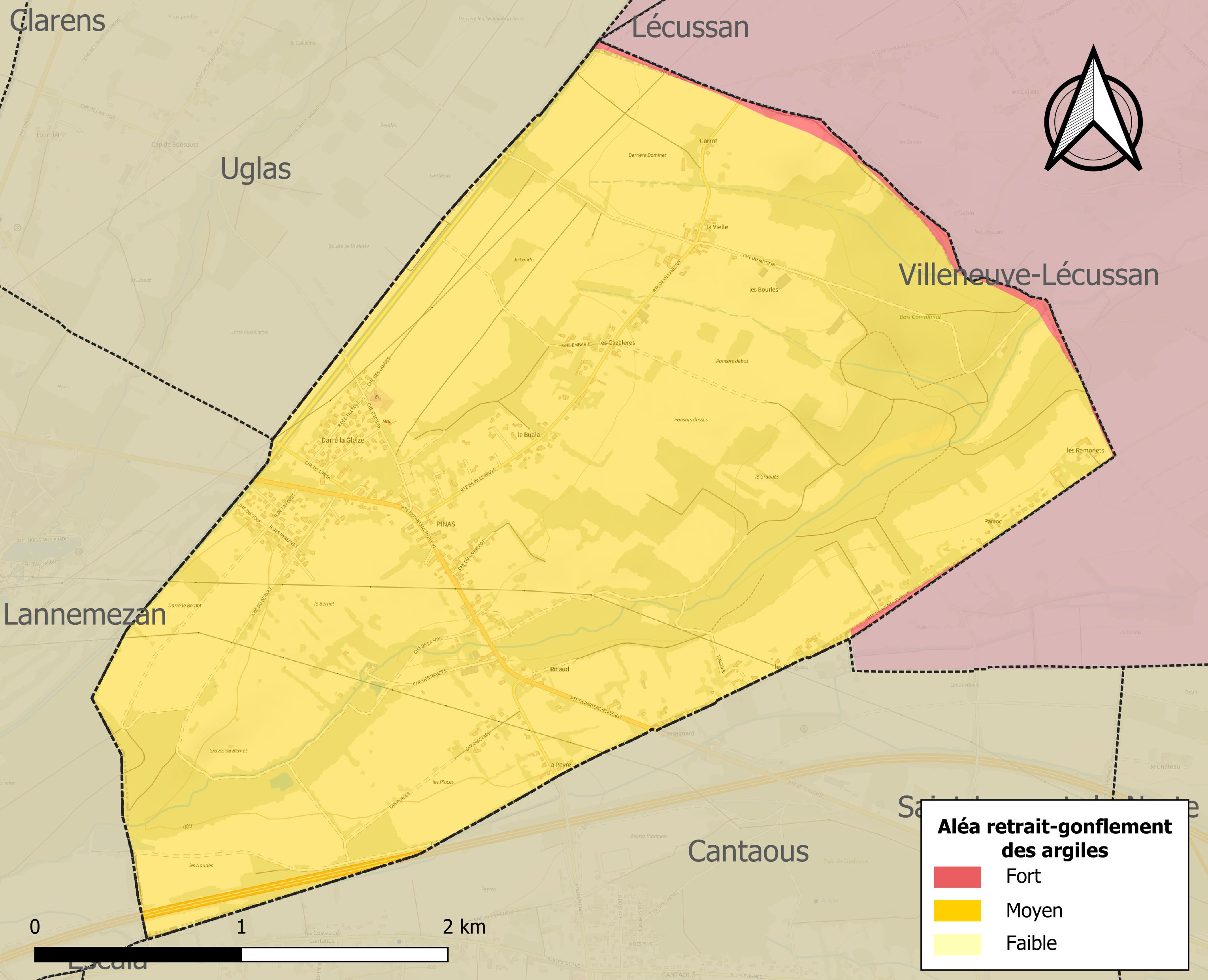
Carte des zones d'aléa retrait-gonflement des sols argileux de Pinas.

Les mouvements de terrains susceptibles de se produire sur la commune sont des tassements différentiels.
Le retrait-gonflement des sols argileux est susceptible d'engendrer des dommages importants aux bâtiments en cas d’alternance de périodes de sécheresse et de pluie. La totalité de la commune est en aléa moyen ou fort (44,5 % au niveau départemental et 48,5 % au niveau national). Sur les 227 bâtiments dénombrés sur la commune en 2019, 227 sont en aléa moyen ou fort, soit 100 %, à comparer aux 75 % au niveau départemental et 54 % au niveau national. Une cartographie de l'exposition du territoire national au retrait gonflement des sols argileux est disponible sur le site du BRGM,.
Par ailleurs, afin de mieux appréhender le risque d’affaissement de terrain, l'inventaire national des cavités souterraines permet de localiser celles situées sur la commune.
Concernant les mouvements de terrains, la commune a été reconnue en état de catastrophe naturelle au titre des dommages causés par la sécheresse en 1989 et par des mouvements de terrain en 1999.

#### Risque technologique
Le risque de transport de matières dangereuses sur la commune est lié à sa traversée par une route à fort trafic et une canalisation de transport d'hydrocarbures. Un accident se produisant sur de telles infrastructures est susceptible d’avoir des effets graves sur les biens, les personnes ou l'environnement, selon la nature du matériau transporté. Des dispositions d’urbanisme peuvent être préconisées en conséquence.

## Toponymie

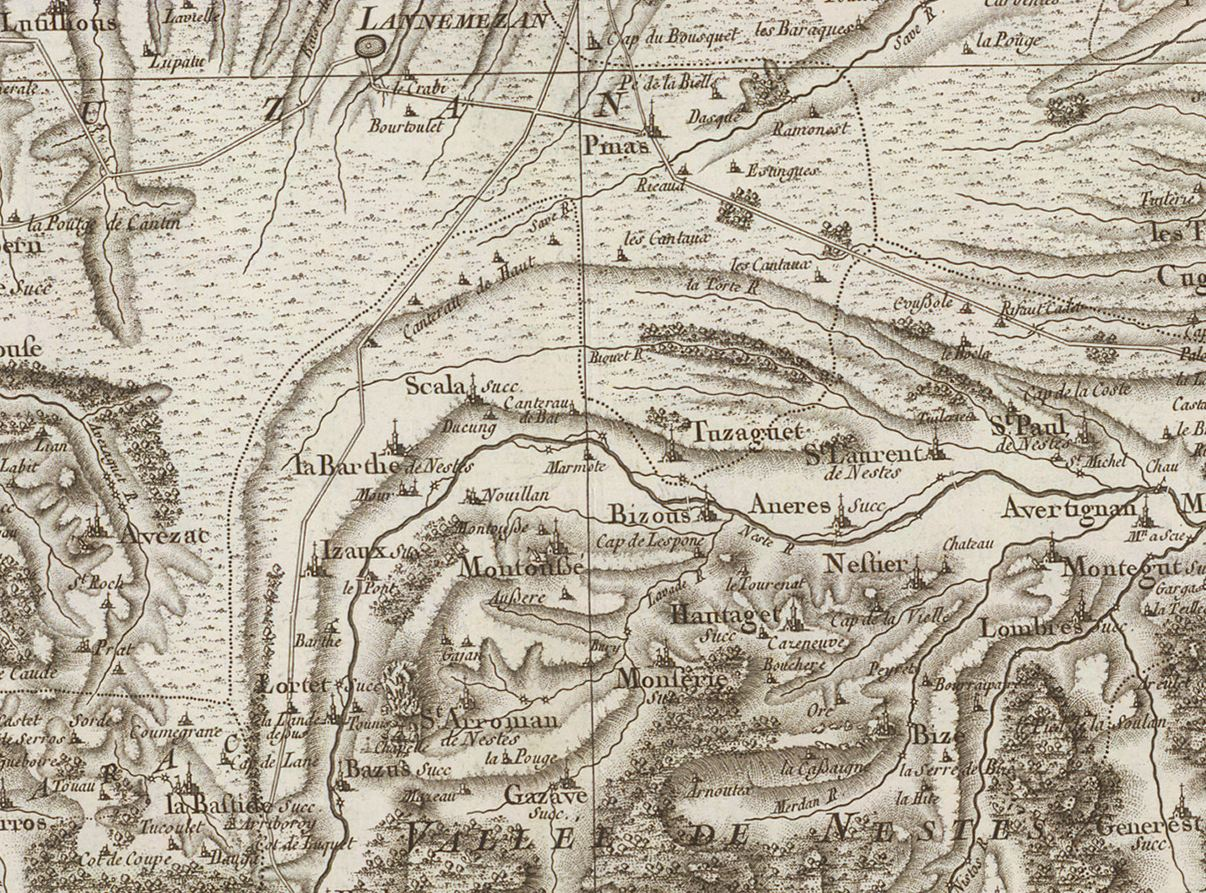
Extrait de la carte de Cassini (entre 1756 et 1789) situant Pinas à l'est de Lannemezan.

On trouvera les principales informations dans le Dictionnaire toponymique des communes des Hautes-Pyrénées de Michel Grosclaude et Jean-François Le Nail qui rapporte les dénominations historiques du village :
Dénominations historiques :
- Pinas, fin XVIIIe siècle, carte de Cassini.

Étymologie : du gascon pinar (au pluriel, du latin pinus = pin et suffixe are).
Nom occitan : Pinars.

## Histoire

### Cadastre napoléonien de Pinas
Le plan cadastral napoléonien de Pinas est consultable sur le site des archives départementales des Hautes-Pyrénées.

## Politique et administration

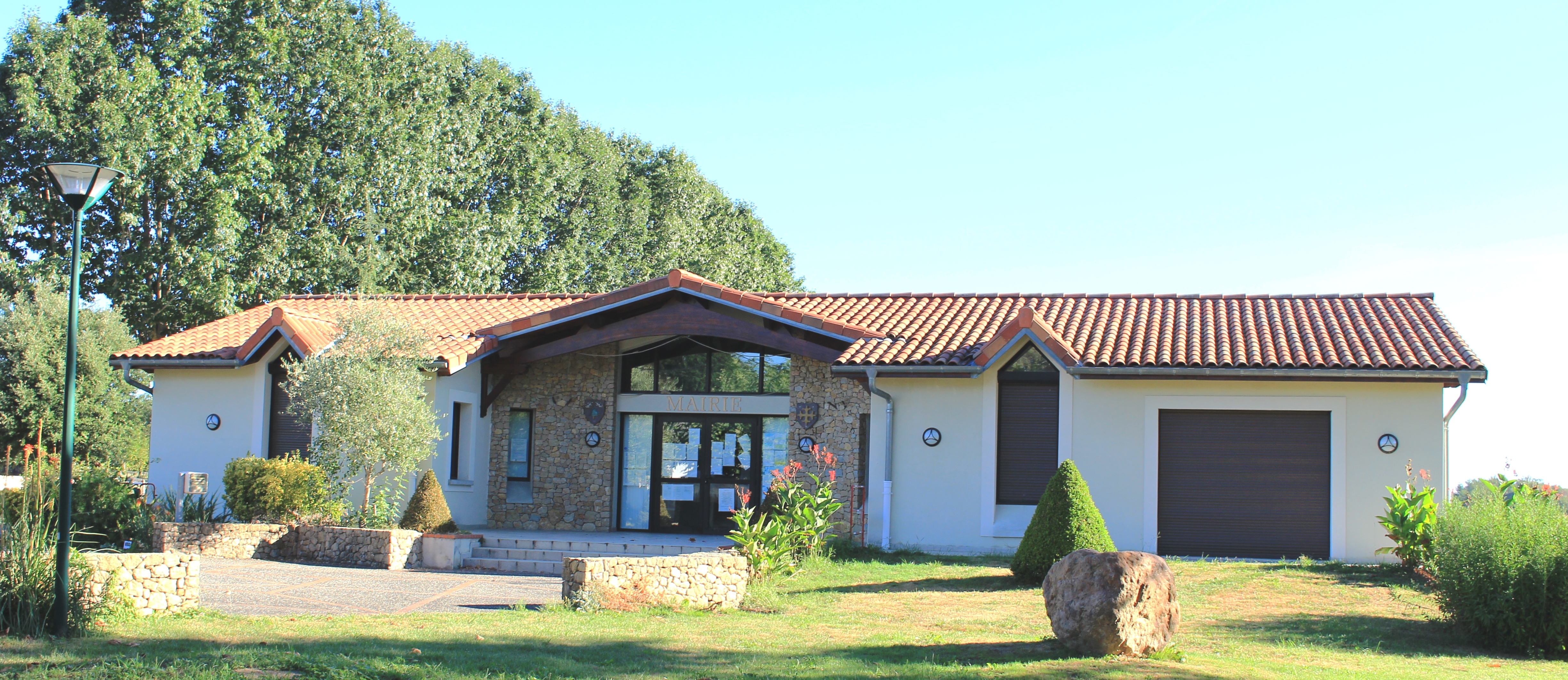
La mairie en 2020.

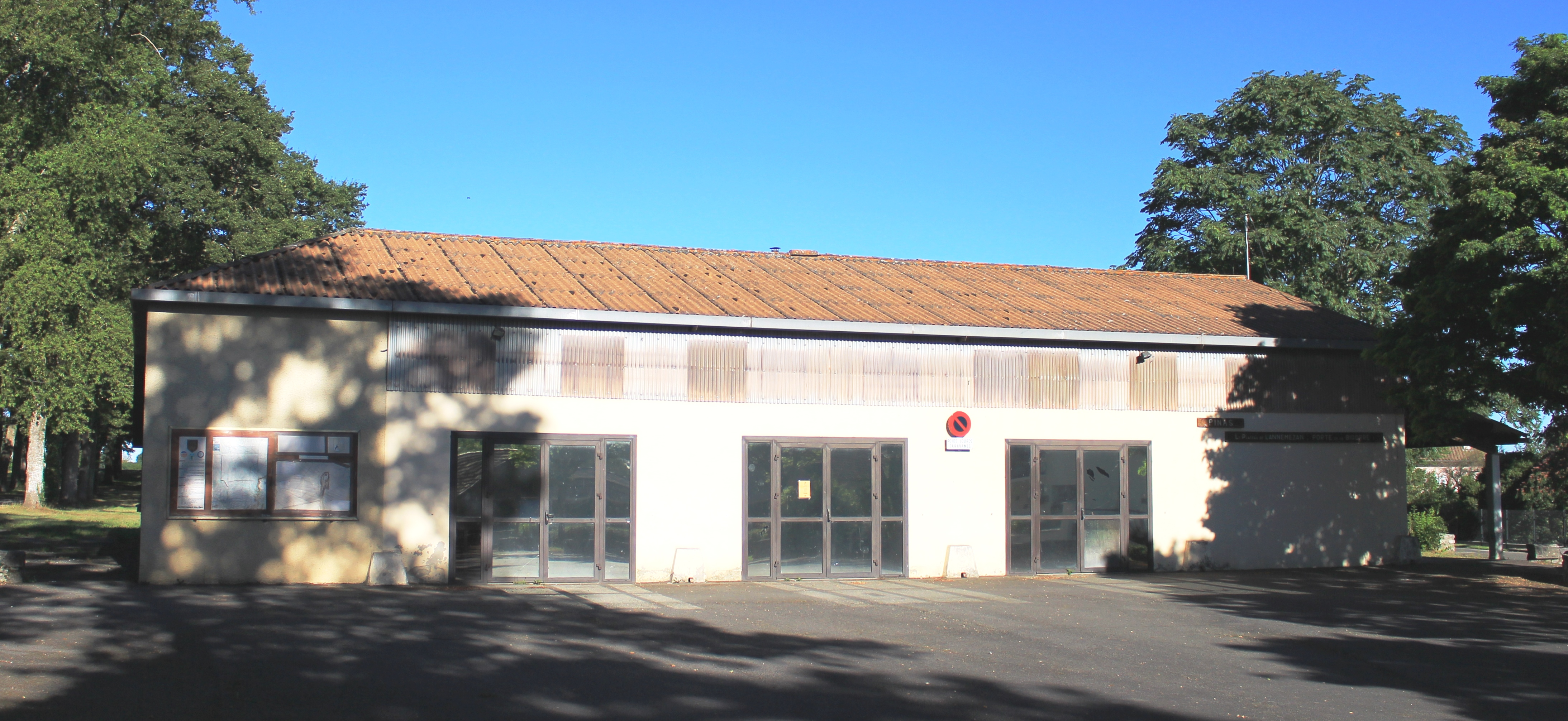
Le foyer rural en 2020.

### Liste des maires
| Période                                  | Période   | Identité      | Étiquette | Qualité |
| ---------------------------------------- | --------- | ------------- | --------- | ------- |
| Les données manquantes sont à compléter. |           |               |           |         |
|                                          |           |               |           |         |
| avant 1981                               | ?         | Maurice Ibrac | PS        |         |
| avant 1995                               | mars 1995 | Henri Pouches |           |         |
| mars 1995                                | mars 2001 | Roger Andrieu |           |         |
| mars 2001                                | En cours  | Joël Devaud   |           |         |

### Rattachements administratifs et électoraux

#### Historique administratif
Sénéchaussée de Toulouse, élection de Nébouzan, châtellenie de Cassagnabère, canton de La Barthe-de-Neste, de Nestier (1790), de Lannemezan (depuis 1801).

#### Intercommunalité
Pinas appartient à la communauté de communes du Plateau de Lannemezan Neste-Baronnies-Baïses créée en janvier 2017 et qui réunit 57 communes.

## Population et société

### Démographie

#### Évolution démographique

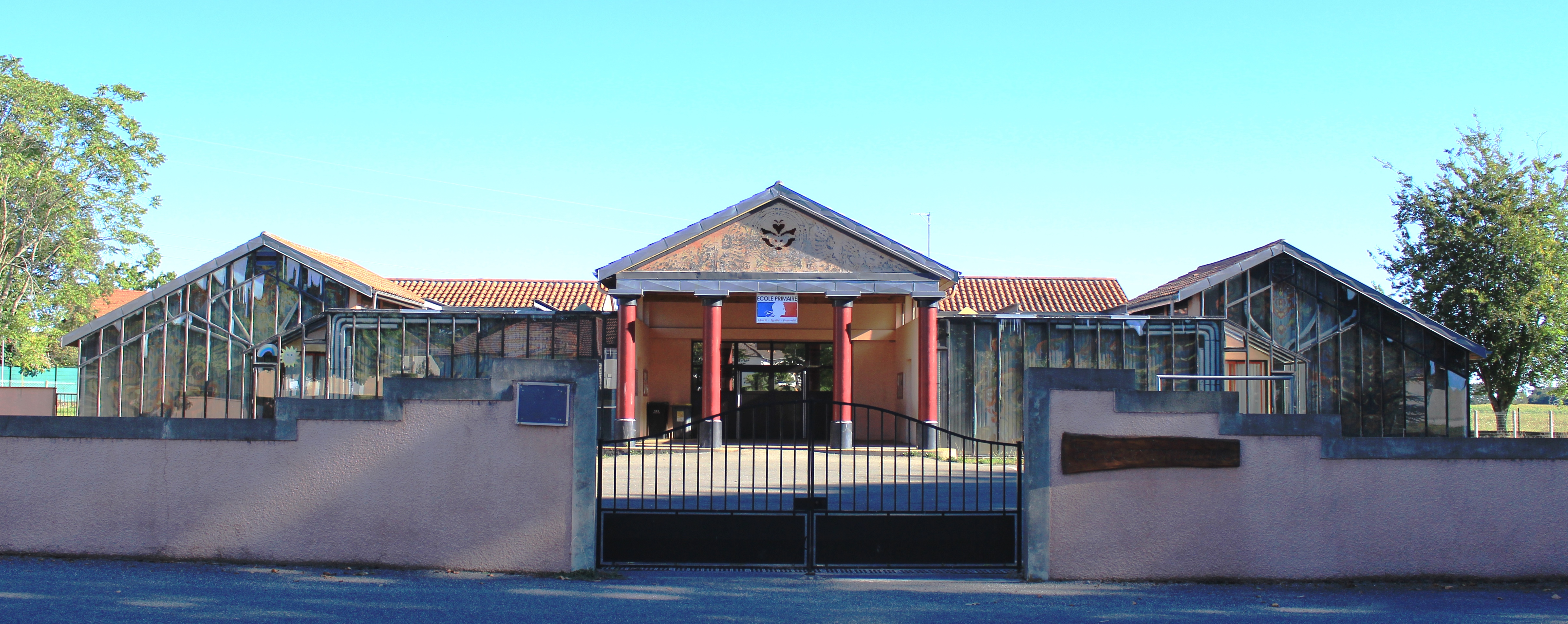
L’école primaire en 2020.

| 1793 | 1800 | 1806 | 1821 | 1831 | 1836 | 1841 | 1846 | 1851 |
| ---- | ---- | ---- | ---- | ---- | ---- | ---- | ---- | ---- |
| 363  | 321  | 354  | 345  | 367  | 401  | 386  | 425  | 385  |

| 1856 | 1861 | 1866 | 1872 | 1876 | 1881 | 1886 | 1891 | 1896 |
| ---- | ---- | ---- | ---- | ---- | ---- | ---- | ---- | ---- |
| 386  | 400  | 405  | 390  | 360  | 400  | 382  | 410  | 359  |

| 1901 | 1906 | 1911 | 1921 | 1926 | 1931 | 1936 | 1946 | 1954 |
| ---- | ---- | ---- | ---- | ---- | ---- | ---- | ---- | ---- |
| 366  | 349  | 379  | 299  | 300  | 292  | 276  | 321  | 311  |

| 1962 | 1968 | 1975 | 1982 | 1990 | 1999 | 2006 | 2007 | 2012 |
| ---- | ---- | ---- | ---- | ---- | ---- | ---- | ---- | ---- |
| 334  | 361  | 499  | 530  | 490  | 442  | 453  | 454  | 463  |

| 2017 | 2022 | - | - | - | - | - | - | - |
| ---- | ---- | - | - | - | - | - | - | - |
| 446  | 445  | - | - | - | - | - | - | - |

### Enseignement
La commune dépend de l'académie de Toulouse. Elle dispose d’une école en 2017.
- École primaire.

## Économie

### Revenus
En 2018, la commune compte 203 ménages fiscaux, regroupant 432 personnes. La médiane du revenu disponible par unité de consommation est de 22 750 € (20 420 € dans le département).

### Emploi
|                | 2008  | 2013  | 2018  |
| -------------- | ----- | ----- | ----- |
| Commune        | 7,2 % | 2 %   | 4,4 % |
| Département    | 7,7 % | 9,4 % | 9,8 % |
| France entière | 8,3 % | 10 %  | 10 %  |

En 2018, la population âgée de 15 à 64 ans s'élève à 225 personnes, parmi lesquelles on compte 69,9 % d'actifs (65,5 % ayant un emploi et 4,4 % de chômeurs) et 30,1 % d'inactifs,. Depuis 2008, le taux de chômage communal (au sens du recensement) des 15-64 ans est inférieur à celui de la France et du département.
La commune fait partie de la couronne de l'aire d'attraction de Lannemezan, du fait qu'au moins 15 % des actifs travaillent dans le pôle,. Elle compte 41 emplois en 2018, contre 38 en 2013 et 49 en 2008. Le nombre d'actifs ayant un emploi résidant dans la commune est de 153, soit un indicateur de concentration d'emploi de 26,8 % et un taux d'activité parmi les 15 ans ou plus de 42,8 %.
Sur ces 153 actifs de 15 ans ou plus ayant un emploi, 21 travaillent dans la commune, soit 14 % des habitants. Pour se rendre au travail, 95,4 % des habitants utilisent un véhicule personnel ou de fonction à quatre roues, 1,3 % les transports en commun, 2 % s'y rendent en deux-roues, à vélo ou à pied et 1,3 % n'ont pas besoin de transport (travail au domicile).

## Culture locale et patrimoine

### Lieux et monuments

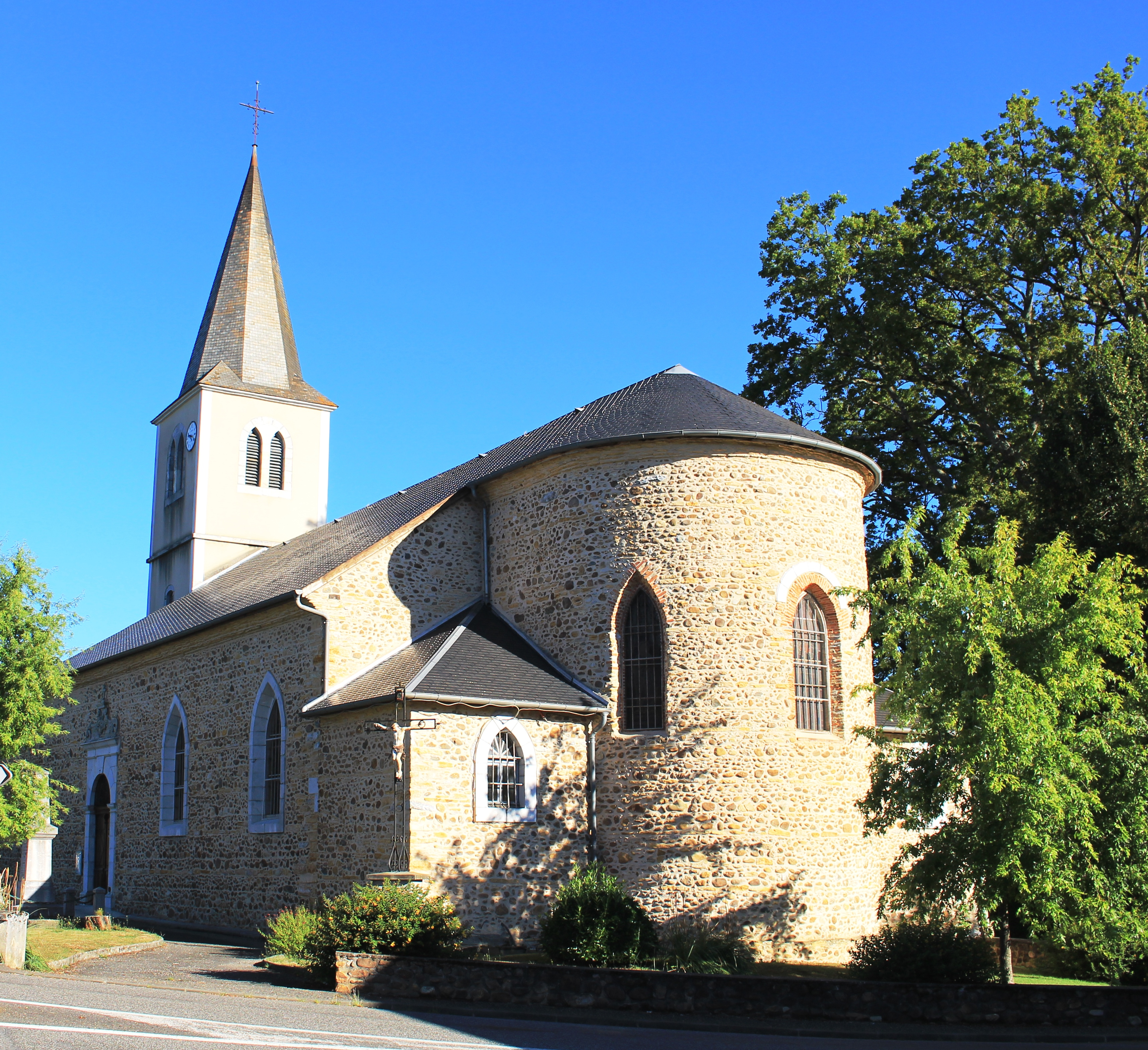
L'église de la Nativité-de-la-Sainte-Vierge en 2020.

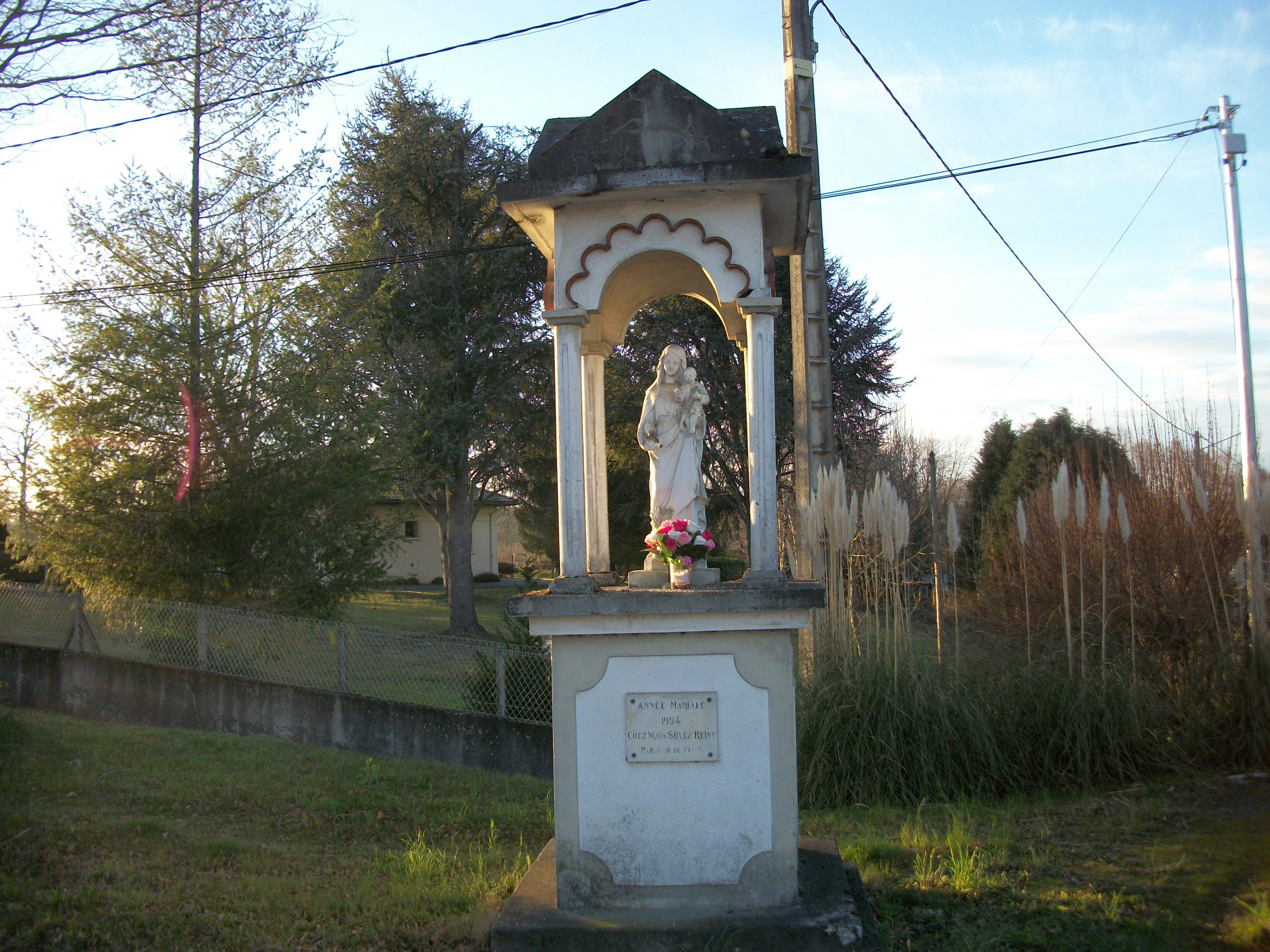
Oratoire de la Vierge à l'Enfant.

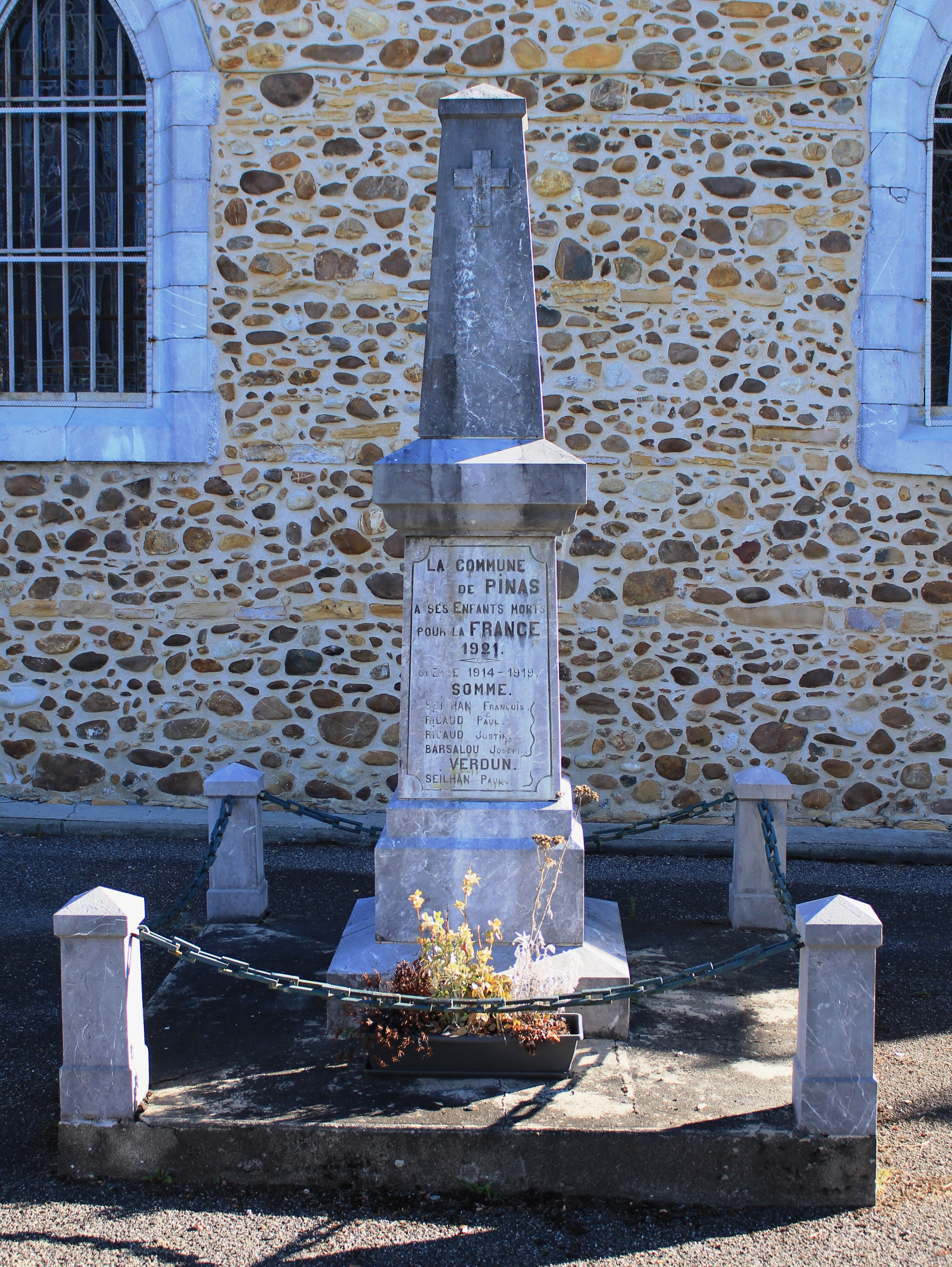
Le monument aux morts municipal.

- Église de la Nativité-de-la-Sainte-Vierge de Pinas.
- Oratoire de la Vierge à l'Enfant construit en 1954 lors de l'année mariale par la paroisse de Pinas.

### Héraldique
| Blason de Pinas | Blason  | D'argent à un pin au naturel terrassé de sinople, accompagné en chef de deux salamandres aussi au naturel*, affrontées et posées en chevron. |
| Blason de Pinas | Détails | Les salamandres pouvant avoir diverses couleurs au naturel (noir, vert, ou rouge entre autres), une représentation de ce blason avec des salamandres de ces couleurs sera tout à fait valable. Blason adopté par délibération du 18 octobre 2011. |